# Адміністративні округи і райони Берліна
52°27′00″ пн. ш. 13°34′00″ сх. д. / 52.45° пн. ш. 13.5667° сх. д.

Міські райони та райони Берліна

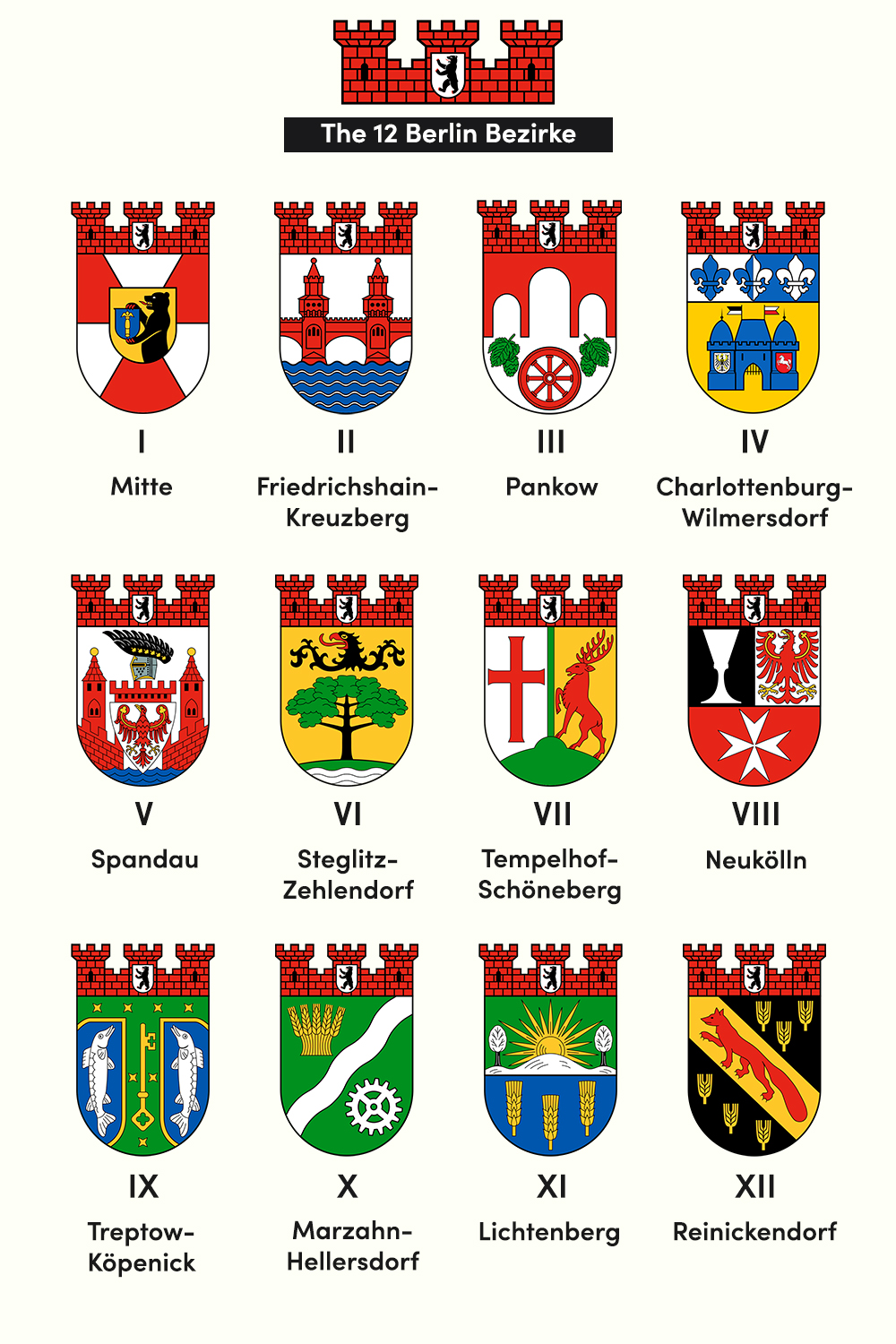
12 Берлінських Бецірке (райони) - після районної реформи 2001 року

Берлін є одночасно і містом і однією з Німецьких «федеративних земель (місто-держава). Починаючи з адміністративної реформи 2001 року, Берлін складається з дванадцяти районів або округів (нім. Bezirk, вимова [bəˈtsɪʁk]), кожен із яких має власні органи місцевого самоврядування, хоча всі райони підпорядковуються міському та державному уряду Берліна.
Кожний район управляється радою (Bezirksamt) з п'ятьма радниками (Bezirksstadträte) та мером міста (Bezirksbürgermeister). Рада району обирається зборами району (Bezirksverordnetenversammlung). Влада урядів району обмежена, вони підпорядковані Берлінському сенату. Мерії району утворюють раду мерів (Рат дер Бюргермайстер на чолі з керівником міста), яка консультує Сенат.

## Історія

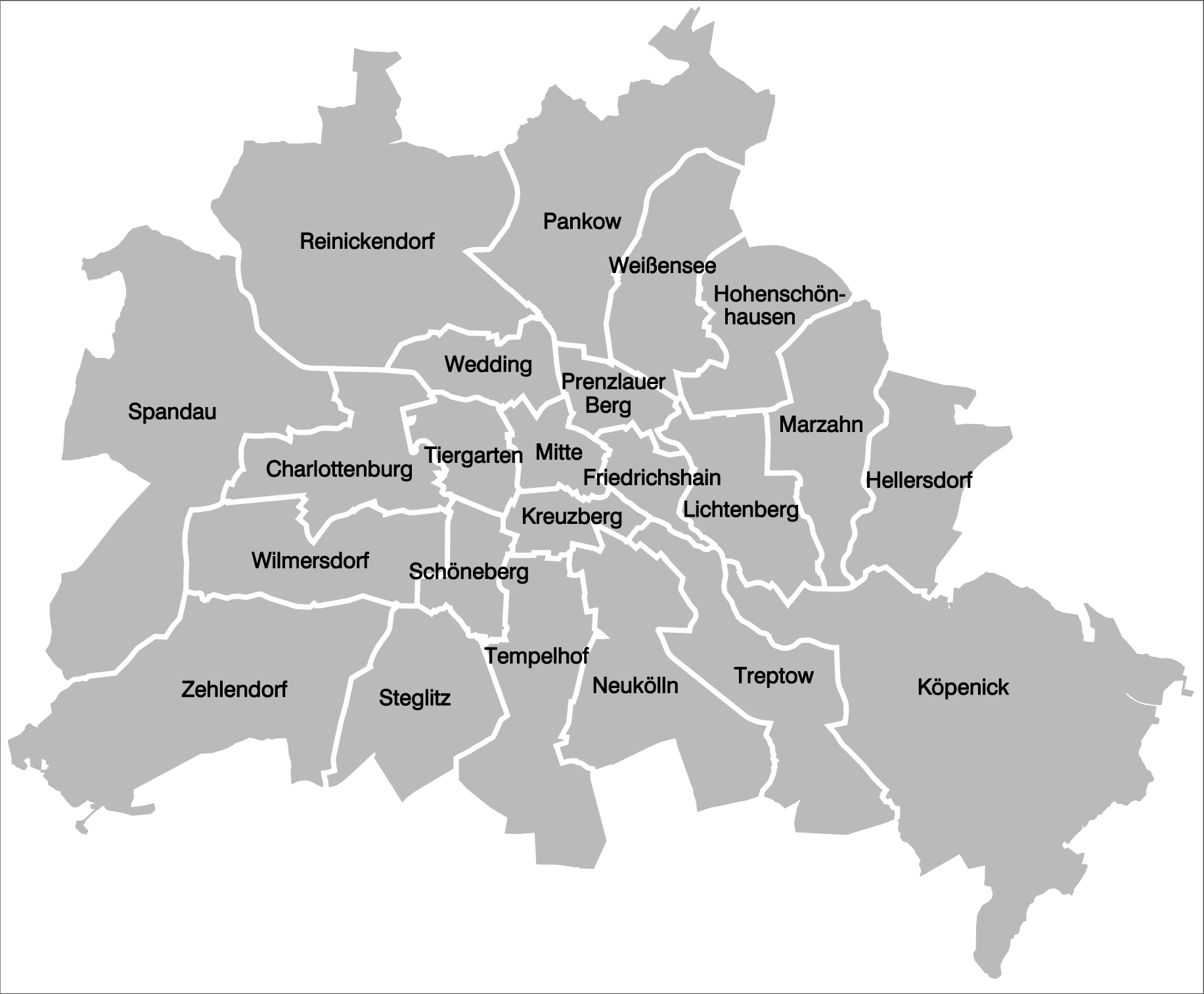
Двадцять три колишні райони (1990–2000)

Кожен район складається з декількох офіційно визнаних підрайонів або кварталів (Ortsteile німецькою мовою, яку іноді називають кварталами англійською мовою). Ці мікрорайони, як правило, мають історичну ідентичність як колишні незалежні міста, села або сільські муніципалітети, які були об’єднані в 1920 році в рамках Великого Берлінського закону, що склало основу сучасного міста і держави. Райони не мають власних державних органів, але визнані містом та районами для планування та статистичних цілей. Берлінці часто більше ототожнюють себе з районом, де вони живуть, ніж із районом, який ними керує. Далі райони поділяються на статистичні тракти, які в основному використовуються для планування та статистичних цілей. Статистичні тракти приблизно відповідають, але не зовсім точно кварталам, визнаним мешканцями.
Коли у 1920 року було засновано Великий Берлін, місто було організовано у двадцять районів, більшість з яких були названі на честь найбільшого мікрорайону, часто колишнього міста чи муніципалітету; інші, такі як Кройцберг та Пренцлауер-Берг, були названі за географічними особливостями.
До 2000 року Берлін налічував двадцять три райони, оскільки в Східному Берліні було створено три нові райони. Сьогодні Берлін розділений на дванадцять районів (Бецірке), скорочено з двадцяти трьох районів до адміністративної реформи Берліна 2001 року.

## Райони
Адміністративна реформа 2001 року об'єднала існуючі райони з нинішніми 12 районами, як зазначено нижче.
| Район                      | Населення 31 березня 2010 р | Площа в км 2 | Щільність на км 2 | Карта                    |
| -------------------------- | --------------------------- | ------------ | ----------------- | ------------------------ |
| Шарлоттенбург-Вільмерсдорф | 319 628                     | 64,72        | 4878              | The 12 Bezirke of Berlin |
| Фрідріхсгайн-Кройцберг     | 268 225                     | 20.16        | 13 187            | The 12 Bezirke of Berlin |
| Ліхтенберг                 | 259881                      | 52,29        | 4,952             | The 12 Bezirke of Berlin |
| Марцан-Геллерсдорф         | 248 264                     | 61,74        | 4046              | The 12 Bezirke of Berlin |
| Мітте                      | 332919                      | 39,47        | 8 272             | The 12 Bezirke of Berlin |
| Нойкельн                   | 310 283                     | 44,93        | 6 804             | The 12 Bezirke of Berlin |
| Панков                     | 366 441                     | 103.01       | 3,476             | The 12 Bezirke of Berlin |
| Рейнікендорф               | 240 454                     | 89,46        | 2712              | The 12 Bezirke of Berlin |
| Шпандау                    | 223962                      | 91,91        | 2441              | The 12 Bezirke of Berlin |
| Штегліц-Целендорф          | 293989                      | 102.50       | 2818              | The 12 Bezirke of Berlin |
| Темпельгоф-Шенеберг        | 335 060                     | 53.09        | 6 256             | The 12 Bezirke of Berlin |
| Трептов-Кепенік            | 241 335                     | 168,42       | 1 406             | The 12 Bezirke of Berlin |

## Адміністрація
Районний уряд є частиною адміністрації двоступеневої берлінської міста-держави, в результаті чого Сенат і його дочірні установи, установи та муніципальні підприємства формують перший етап так званої Hauptverwaltung (центральної адміністрації). На другому місці, райони мають певний ступінь автономії -– хоча це ні в якому разі не порівняти з німецькими районами Landkreise чи незалежними містами, ані навіть з місцевим самоврядуванням спільного муніципалітету як юридичної особи, оскільки відповідно до Берлінської конституції закон статус міста як самої німецької держави має статус єдиного муніципалітету (Einheitsgemeinde). Повноваження урядів районів обмежені, і їх виконання покладених завдань підлягає регуляторному нагляду Сенату.
Тим не менше, дванадцять самоврядних районів мають конституційний статус і самі підрозділяються на два адміністративні органи: кожен керується збором району (Bezirksverordnetenversammlung, BVV) і штатною радою району (Bezirksamt), що складається з чотирьох радників (Bezirksstadträte) на чолі з мером району (Bezirksbürgermeister). Асамблея BVV обирається безпосередньо населенням району і тому діє як парламент міста, хоча офіційно вона є частиною виконавчої влади. Вона обирає членів ради району, перевіряє його щоденне управління та може подавати заявки та рекомендації. Дванадцять мерів міст регулярно збираються в Раду мерів (Rat der Bürgermeister), яку очолює міський голова; рада відповідає і консультує Сенат.
Населені пункти не мають органів місцевого самоврядування, а адміністративні обов'язки колишнього представника місцевості, Ортсворштехера (Ortsvorsteher), взяли на себе мери районів.

## Герби

Фреска корона гербів Берлінських районів (Бецірке)

Усі герби міст Берлінер (нинішні, як у період з 1990 по 2001 роки) мають кілька спільних моментів: Щит має іспанську форму, а коронета представлена фресковою короною : 3 вежі з червоної цегли з гербом Берліна посередині.
Більшість гербів нинішніх районів змінили деякі елементи у своєму полі: Деякі з них створили "злиття" тем об'єднаного району (Шарлоттенбург-Вільмерсдорф, Ліхтенберг, Штегліц-Зелендорф, Темпельхоф-Шенеберг); інші модифікували свої теми, взяті з одного з двох (або більше) колишніх об'єднаних районів (Фрідріхсгайн-Кройцберг, Марцан-Геллерсдорф, Мітте та Трептов-Кепенік). Тільки незмінені райони Нойкельн, Рейнікендорф та Шпандау не змінили своїх полів. Герб Панькова був створений з новим дизайном у 2008 році, будучи єдиним районом без герба протягом 7 років.
| Шарлоттенбург-Вільмерсдорф | Фрідріхсгайн-Кройцберг | Ліхтенберг | Марцан-Геллерсдорф | Мітте | > Нойкельн | Панков | Рейнікендорф | Шпандау | Штегліц-Целендорф | Темпельгоф-Шенеберг | Трептов-Кепенік |

## Населені пункти
Станом на 2012 рік, дванадцять районів складаються із загальної кількості 96 офіційно визнаних "частин населеного пункту" (Ortsteile). Майже всі вони додатково поділяються на кілька інших зон (визначених німецькою мовою як Ортслаген, Тайле, Штадтфіртель, Орте тощо). Найбільшим Ортстайлем є Копенік (34.9 км), найменший – Ганзафіртель (53 га чи 130 ар). Найбільш заселеним є Нойкельн (154 127 жителів у 2009 році), найменш заселеним є Мальхов (450 жителів у 2008 році).